# Kanton Cébazat
 Cébazat  is een kanton van het Franse departement Puy-de-Dôme. Het kanton maakt deel uit van het arrondissement  Clermont-Ferrand.
Het telt 19.100  inwoners in 2018.
Het kanton  werd gevormd ingevolge het decreet van 21  februari 2014 met uitwerking op 22 maart 2015 met Cébazat als hoofdplaats.

## Gemeenten
Het kanton Cébazat omvat volgende 5 gemeenten.: 
- Blanzat
- Cébazat
- Durtol
- Nohanent
- Sayat